# ألكسندر هيرزن
ألكسندر إيفانوفتش هيرزن (6 أبريل 1812- 21 يناير 1870) ((الروسية: Алекса́ндр Ива́нович Ге́рцен)) كان كاتبا ومفكرا روسيا ذي توجه غربي عرف بأبو الاشتراكية الروسية وأحد أهم رواد الشعوبية الزراعية (أساس حركة النارودنكس والحزب الاشتراكي الثوري والترودفيك والحزب القومي الامريكي). عرف أنه المسؤول عن إنشاء مناخ سياسي ملائم لتحرر الأقنان في 1861. سيرته الذاتية ماضي وأفكار معروفة أنها عينة جيدة للأدب الروسي.

## روابط خارجية
- ألكسندر هيرزن على موقع IMDb (الإنجليزية)
- ألكسندر هيرزن على موقع الموسوعة البريطانية (الإنجليزية)